# Oecleus rhion
Oecleus rhion är en insektsart som beskrevs av Kramer 1977. Oecleus rhion ingår i släktet Oecleus och familjen kilstritar. Inga underarter finns listade i Catalogue of Life.